# Angélico Aranda
Angélico Aranda Hurtado  (Linderos, 1870 – Rancagua, 1961) fue un sacerdote franciscano y pintor chileno, conocido especialmente por haber conseguido que el arquitecto español Antoni Gaudí le enviara unos croquis suyos para construir una capilla. Escribió también varios cuadernos de apuntes que fueron declarados Monumento Nacional de Chile.

## Biografía
Fray Angélico Aranda nació en la población rural de Linderos e ingresó a la Orden Franciscana. En 1909 partió a Europa, estuvo en Barcelona, donde conoció la obra del gran arquitecto Antoni Gaudí, y estudió pintura en Roma, en la Academia Española.
De regreso a Chile, Aranda sirve en el convento de San Francisco de Rancagua y años después, en 1922, se decide a escribirle a Gaudí para pedirle unos planos con el fin de construir una capilla en esa ciudad. El famoso arquitecto le respondió que no tenía tiempo para crear nuevos planos porque estaba concentrado en la construcción de la Sagrada Familia en Barcelona, pero le envió dos croquis de una capilla que él había pensado construir en un primer momento en la parte posterior de la impresionante iglesia que dejó inconclusa en Barcelona.
Aranda, que le había prometido pagarle con oraciones, le envía en agradecimiento «un donativo de 177 pesetas y un cuadro pintado por él, que Gaudí cuelga en su estudio, donde se mantiene hasta 1936, año en que, durante la guerra civil española, es robado –o destruido– en el asalto y quema de la Sagrada Familia».
La única exposición personal de sus pinturas que se realizó en vida de Aranda fue inaugurada en Rancagua el 25 de enero de 1955, en el Museo de la Patria Vieja. Uno de los cuadros conocidos de Aranda, el retrato del español Francisco Pradilla –pintor que fue director de la Real Academia de España en la capital italiana y del Prado en Madrid– se encuentra en el Museo Municipal de Bellas Artes de Valparaíso.
En 1961, antes de que comenzaran los trabajos para construir la capilla, Aranda pereció atropellado por un autobús; su admirado Gaudí había fallecido en 1926, después de ser atropellado por un tranvía.

## Legado

### Apuntes
Fray Angélico dejó asimismo una serie de apuntes que fueron «recuperados, clasificados y empastados» (uno de los cuadernos lo recopiló fray Rigoberto Iturriaga en los años 1990). Los seis cuadernos que resultaron de esta labor fueron declarados Monumento Nacional de Chile en la categoría de monumento histórico el 24 de noviembre de 2008 por el decreto exento n.º 3497.
Los apuntes de Aranda que han sido declarados Monumento Nacional son:
1. «Álbum de autógrafos y pensamientos de los cultos visitantes de este Taller», Taller de Bellas Artes Fr. Angélico de Asís, Santiago de Chile, 1949.
2. «A. Aranda: Notas», Archivo, O. F. M., recopilación de Hno. Rigoberto Iturriaga C., s/r.
3. «A. Aranda: Apuntes», Archivo, O. F. M., Santiago, 1929.
4. «Angélico Aranda», Archivo O. F. M., Santiago 1870-1961.
5. «Angélico Aranda», Apuntes, Archivo O. F. M., Santiago 1947-1958.
6. «Angélico Aranda», Apuntes, Archivo O. F. M., Santiago 1949-1952.

### La capilla de Gaudí
El proyecto de la capilla de Nuestra Señora de los Ángeles fue olvidado después de la muerte de Aranda, recuperado en 1995, pero no concretado en esa ocasión ni durante el gobierno de Ricardo Lagos, quien le había dado su apoyo con el fin de que estuviera lista para el Bicentenario de Chile. Finalmente, bajo el segundo mandato de Michelle Bachelet se logró financiar e impulsar la construcción de la capilla, que estará ubicada en el Parque Cataluña de Rancagua como parte del Centro Cultural y Espiritual Gaudí. Se prevé que las obras estén finalizadas para 2017, convirtiéndose así en la única obra diseñada por Gaudí que se encuentra fuera de España (los otros dos proyectos para el extranjero, el de Tánger y el de Nueva York y no prosperaron).